# سوسة فراشية مسلحة
سوسة فراشية مسلحة (الاسم العلمي: Tinea munita) هي نوع من الحشرات تتبع جنس السوسة الفراشية من فصيلة السوسيات الفراشية.